# Heelweg
Heelweg is een buurtschap in de Nederlandse gemeente Oude IJsselstreek, gelegen in de provincie Gelderland met ongeveer 1.160 inwoners. Het beslaat een uitgestrekt gebied ten noorden van het dorp Varsseveld en omvat de kernen Heelweg-Oost en Heelweg-West. De buurtschap ligt aan de N18 (Twenteroute).

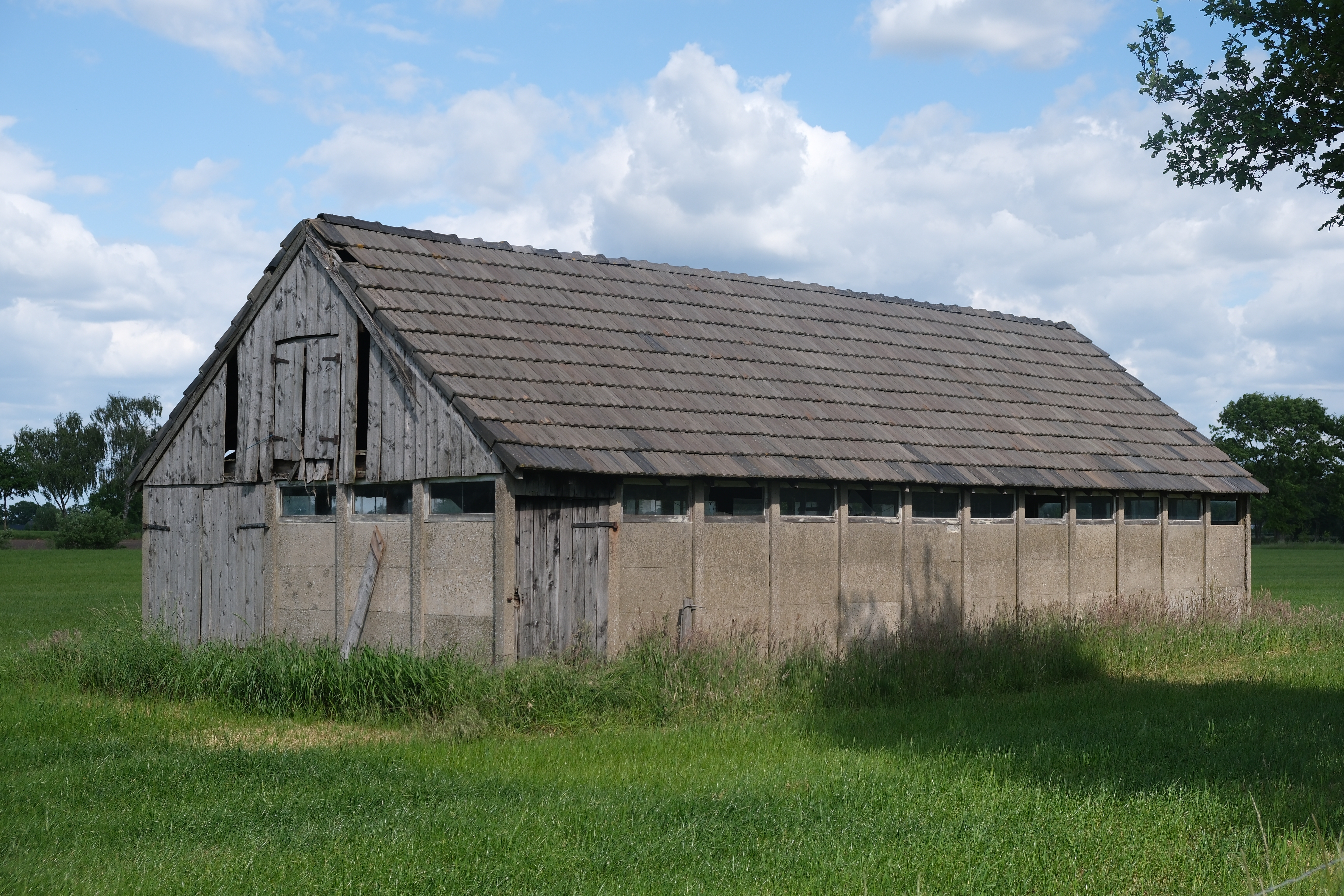
Schuur tussen Heelweg-Oost en Heelweg-West

De buurtschap is gelegen op de zuidflank van de Halserug, een 16 km lange zuidoost-noordwest verlopende dekzandrug. Deze rug is zowel cultuurhistorisch als aardkundig van belang.
Heelweg werd reeds in het jaar 828 genoemd in een giftbrief. Daarin wordt Heelweg Hellenwich genoemd.